# Charles Kalani, Jr.
Charles „Charlie“ Kalani, Jr. (* 6. Januar 1930 in Honolulu, Hawaii; † 22. August 2000 in Lake Forest, Kalifornien) war ein US-amerikanischer Wrestler, Profiboxer, College-Footballspieler, Martial-Arts-Kämpfer und Schauspieler hawaiisch-chinesischer Abstammung. Im Wrestling trat er unter dem Ringnamen „Professor Toru Tanaka“ auf.

## Privates
Charles „Charlie“ Kalani, Jr. wurde am 6. Januar 1930 in Honolulu, Hawaii geboren. Sein Vater war Charles Kalani Sr., der aus Hawaii kam, seine Mutter Christina Leong Kalani war Halb-Chinesin.
Bereits im Alter von neun Jahren begann Kalani Jiu Jitsu zu erlernen. Er besuchte die ʻIolani High School und erhielt schließlich als Tackle ein Sportstipendium für College-Football am Weber Junior College in Ogden, Utah. 1952 lernte er an der University of Utah seine Frau Doris kennen, die er 1953 heiratete und mit der er drei Kinder hatte. 1987 ließ sich das Paar scheiden, kam allerdings einige Jahre später ohne Heirat wieder zusammen. 1955 wurde Kalani zum Kriegsdienst eingezogen und erreichte den Dienstgrad eines Sergeant. Er blieb bis 1966 beim Militär, wobei er während dieser Zeit vier Jahre in Nürnberg stationiert war. Nach seinem Ausscheiden aus dem Militärdienst zog er mit seiner Frau nach Monterrey in Kalifornien und leitete dort ein Dōjō. 1967 brachte ihn der Promoter Roy Shire zum Wrestling. Kalani starb am 22. August 2000 nach einer schweren Parkinson- und Alzheimererkrankung an Herzversagen und hatte ein Begräbnis mit militärischen Ehren.

## Boxen
In den Jahren 1953 und 1954 bestritt Kalani fünf Boxkämpfe im Schwergewicht.
| 3 Siege (1 K.o.-Siege), 2 Niederlagen (2 T.KO.-Niederlagen), 0 Unentschieden |               |                                            |                     |                           |                                          |
| Jahr                                                                         | Tag           | Ort                                        | Kampfgewicht Kalani | Gegner                    | Ergebnis für Kalani                      |
| 1953                                                                         | 17. März      | Berthana Arena, Ogden, Utah                | 86,4 kg             | Ben Wise (87,3 kg)        | Niederlage / TKO 3. Runde                |
| 1953                                                                         | 3. Juli       | Exhibition Grandstand, Edmonton, Alberta   | 95,5 kg             | Chief Windsor (88,6 kg)   | Sieg / Einstimmige Entscheidung 4. Runde |
| 1953                                                                         | 17. August    | Fairgrounds Coliseum, Salt Lake City, Utah | 95,5 kg             | Max Simpson               | Sieg / TKO 1. Runde                      |
| 1953                                                                         | 17. September | Vancouver, British Columbia                | 96,1 kg             | Edgardo Romero (107,3 kg) | Niederlage / TKO 1. Runde                |
| 1954                                                                         | 2. Februar    | Civic Auditorium, Honolulu, Hawaii         | 104,3 kg            | Joe Cantrades (80 kg)     | Sieg / Punktsieg 4. Runde                |

## Wrestling-Karriere
Bei seinem Wrestling-Debüt machte man einen Japaner aus ihm, da seine hawaiische Herkunft den Promotern nicht spektakulär und böse genug erschien. Ende der 1960er Jahre hatte Kalani einige prestigeträchtige Matches, darunter auch im Madison Square Garden gegen den damals amtierenden Champion Bruno Sammartino. Mit Team-Partner Mr. Fuji zusammen bestritt er ab 1973 über 100 Matches, wobei sie dreimal die WWWF-World-Tag-Team-Titel halten durften. 1979 trennte sich das Team und auch Kalanis Vollzeit-Karriere neigte sich ihrem Ende zu, er trat eine Weile für verschiedene Territorien der National Wrestling Alliance auf und bestritt seine letzten Matches zwischen 1984 und 1986 für die World Wrestling Federation.

## Schauspielkarriere
Kalanis Statur und Kampfsporterfahrung ermöglichten ihm ebenfalls, in einigen Filmen mitzuwirken. Er spielte zum ersten Mal 1981 in Der Gigant an der Seite von Chuck Norris und Christopher Lee. Dadurch wurden andere Regisseure auf ihn aufmerksam und besetzten ihn als Nebendarsteller in mehr als 30 Filmen und Serien. Seine bekanntesten Rollen spielte an der Seite Arnold Schwarzeneggers in Running Man und Last Action Hero, aber auch in der beliebten Serie Das A-Team war er zwei Mal zu sehen.

## Filmografie (Auswahl)
- 1981: Der Gigant (An Eye for an Eye)
- 1981: Ein Colt für alle Fälle (The Fall Guy, Fernsehserie)
- 1982: Slapstick
- 1983: Die Rückkehr der Ninja (Revenge of the Ninja)
- 1984: Off the Wall
- 1984: Chattanogga Choa Choa
- 1984–1986: Das A-Team (The A-Team, Fernsehserie 2 Folgen)
- 1985: Pee-Wee’s irre Abenteuer (Pee-wee’s Big Adventure)
- 1985: Missing in Action 2 – Die Rückkehr (Missing in Action 2 – The Beginning)
- 1986: Bad Guys (1986)
- 1986: Shanghai Surprise
- 1987: Running Man (The Running Man)
- 1987: Catch the Heat
- 1988: Dead Heat
- 1988: Wilder Westen inclusive
- 1989: Black Rain
- 1990: Darkman
- 1990: Martial Law
- 1991: Spiel gegen den Tod (Deadly Game)
- 1991: Eine perfekte Waffe (The Perfect Weapon)
- 1991: Alligator II – Die Mutation (Alligator II: The Mutation)
- 1992: 3 Ninja Kids (3 Ninjas)
- 1993: Last Action Hero
- 1995: Hard Attack – Tatort: Knast (Hard Justice)